# Ephrata, Pennsylvania
Ephrata [ˈɛfrətə] är ett borough i Lancaster County i delstaten Pennsylvania i USA. Vid 2010 års folkräkning hade Ephrata 13 394 invånare.